# Ma-Na
Ma-Na là album biên tập, được Key Sounds Label phát hành lần đầu tiên vào ngày 12 tháng 8 năm 2005 tại Comiket 68, Nhật Bản, mang số catalog KSLA-0018. Album gồm một đĩa và bốn track được phối lại từ nhạc nền của bốn tiểu thuyết ảo của Key: Kanon, AIR, planetarian ~Chiisana Hoshi no Yume~, và CLANNAD.

## Danh sách track
| STT | Nhan đề                          | Phổ nhạc       | Arrangement | Thời lượng |
| --- | -------------------------------- | -------------- | ----------- | ---------- |
| 1.  | "Morning Lights" (朝影 Asakage)  | Shinji Orito   | Jun Maeda   | 5:52       |
| 2.  | "Summer Lights" (夏影 Natsukage) | Jun Maeda      | Jun Maeda   | 4:57       |
| 3.  | "Gentle Jena"                    | Magome Togoshi | Jun Maeda   | 7:58       |
| 4.  | "Nagisa" (渚)                    | Jun Maeda      | Jun Maeda   | 7:07       |